# Poecilosoma eone
Poecilosoma eone är en fjärilsart som beskrevs av Jacob Hübner 1827. Poecilosoma eone ingår i släktet Poecilosoma och familjen björnspinnare. Inga underarter finns listade i Catalogue of Life.